# Geraniltranstransferasa
En enzimología, una geraniltranstransferasa (EC 2.5.1.10) es una enzima que cataliza la reacción química : pirofosfato de geranilo + pirofosfato de isopentenilo {\displaystyle \rightleftharpoons } pirofosfato + pirofosfato de trans,trans-farnesilo 
Por lo tanto, los dos sustratos de esta enzima son geranil difosfato (un precursor de 10 carbonos) e isopentenil difosfato (un precursor de 5 carbonos) mientras que sus dos productos son difosfato y trans, trans-farnesil difosfato (un producto de 15 carbonos).
Esta enzima pertenece a la familia de las transferasas, específicamente aquellas que transfieren grupos arilo o alquilo distintos de los grupos metilo.

## Nomenclatura
El nombre sistemático de esta clase de enzimas es geranil-difosfato: isopentenil-difosfato geraniltranstransferasa. Otros nombres de uso común incluyen:: 
- farnesyl-difosfato sintasa
- pirofosfato de (2E,6E)-farnesilo sintasa
- geranil transferasa I
- preniltransferasa
- pirofosfato de farnesilo sintetasa
- farnesilpirofosfato sintetasa

Las abreviaturas comunes incluyen: FPS, FDS, FPPS, y FDPS.

## Estructura
La estructura y mecanismo de la farnesil pirofosfato sintasa (FPPS), un tipo de geraniltranstransferasa, está bien caracterizada. FPPS es una enzima homodimérica dependiente de Mg+2 de PM ~ 30 kDa que sintetiza pirofosfato de (E, E)-farnesilo de manera sucesiva a partir de dos equivalentes de pirofosfato de isopentenilo (IPP) y pirofosfato de dimetilalilo (DMAPP).

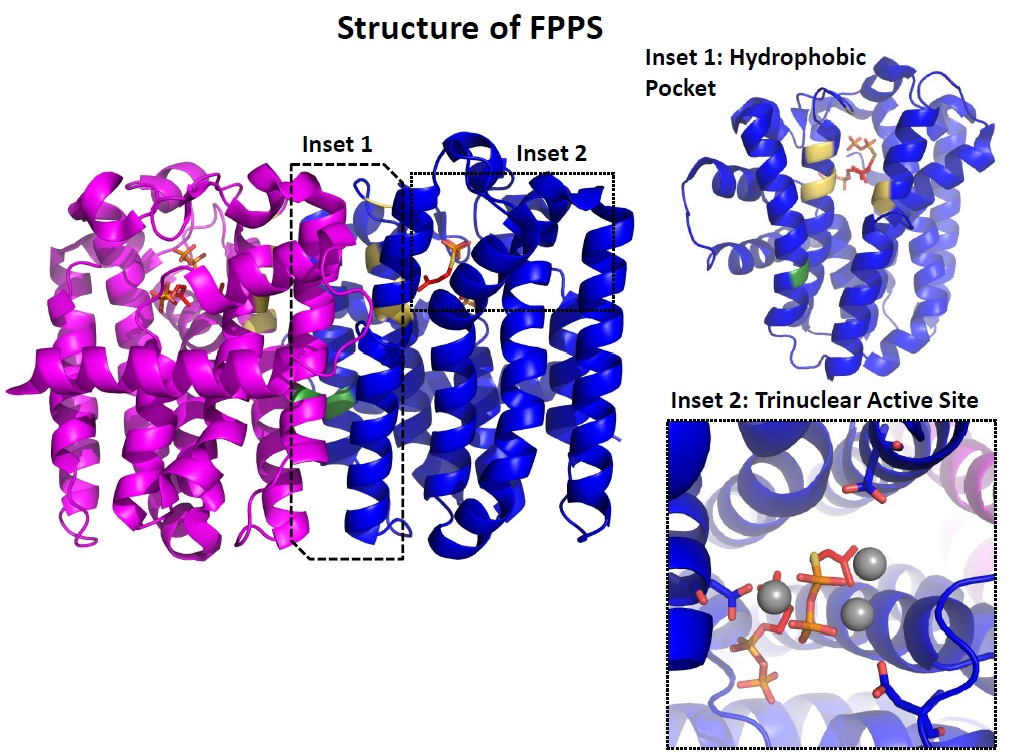
Estructura cristalina del homodímero FPPS con análogo IPP y DMAPP, DMSPP (ID de PDB: 1RQI). Los monómeros se muestran en magenta y azul oscuro. Los residuos en el bolsillo hidrofóbico están resaltados en amarillo. La base de la bolsa está formada por el residuo en verde (una fenilalanina). Se muestra una estructura de monómero girado de 90 grados en el recuadro 1 para resaltar el bolsillo hidrofóbico. Se muestra una vista superior del sitio activo en el recuadro 2 junto con el centro catalítico trinuclear de Mg + 2 (esferas de plata) mediado por aspartato. Las imágenes se generaron en PyMOL.

FPPS adopta un pliegue α-helicoidal de 3 capas característico de muchas preniltransferasas con 11 hélices y bucles flexibles en el medio. Las hélices ubicadas centralmente (α4 y α8) contienen motivos de aspartato conservados (DDXXD) que participan en la unión del sustrato y la catálisis. Los residuos de aspartato del motivo, los oxígenos de agua y el pirofosfato coordinan tres Mg2 + de manera octaédrica. El complejo trinuclear Mg2 + es crítico para unir DMAPP y estabilizar el grupo saliente de pirofosfato mientras la cola de hidrocarburo en crecimiento se encaja en una bolsa hidrofóbica profunda. Los estudios de mutagénesis dirigida al sitio han demostrado que la longitud final del producto isoprenoide está determinada por residuos voluminosos (a menudo fenilalanina) en la base de la bolsa hidrofóbica.

## Mecanismo
A partir de estructuras cristalinas y ensayos cinéticos, se cree que FPPS cataliza la reacción de condensación en tres pasos concertados: (1) Ionización, (2) Condensación y (3) Eliminación.
En el primer paso, tres Mg+2 estabilizan el grupo saliente aniónico, pirofosfato, en pirofosfato de dimetilalilo (DMAPP). La pérdida de pirofosfato forma un carbocatión alílico en dimetilalilo. En el segundo paso, el doble enlace C3-C5 reactivo en el pirofosfato de isopentilo (IPP) ataca nucleofílicamente el carbocatilación de dimetilalilo previamente formado en una reacción de condensación de 5 carbonos / 5 carbonos. El paso final implica pirofosfato mantenido en el centro trinuclear de Mg + 2 que actúa como una base catalítica en una reacción de eliminación para formar pirofosfato de geranilo. Una segunda ronda consecutiva de ionización de geranil pirofosfato, condensación con IPP y eliminación forma pirofosfato de farnesilo.

## Función
Las geraniltranstransferasas son una clase de enzimas evolutivamente conservadas en Archaea, Bacterias y Eukarya que participan en una amplia gama de vías biosintéticas, incluidas las de colesterol, porfirina, carotenoides, ubiquinona e isoprenoides. Varios estudios han localizado FPPS en cloroplastos, mitocondrias, citosol y peroxisomas.

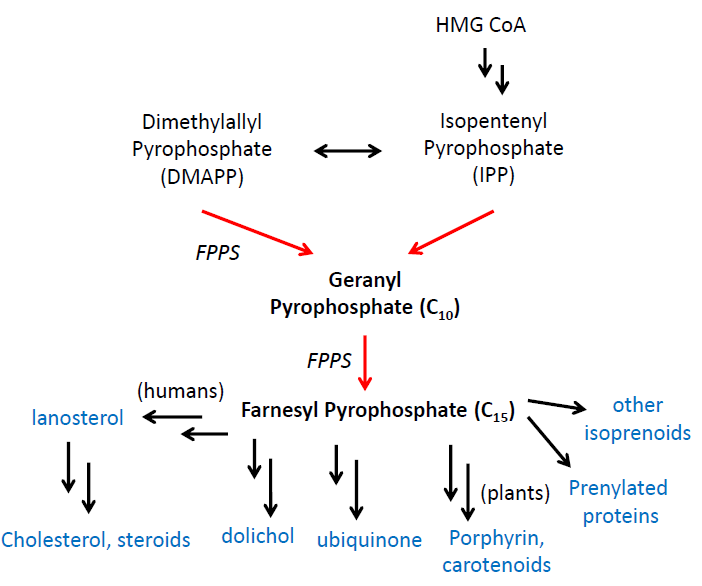
FPPS, una geraniltranstransferasa, cataliza reacciones (mostradas con flechas rojas) centrales en muchas vías biosintéticas.

En la síntesis de colesterol, el producto, farnesil pirofosfato, se consume en una condensación reductora de cola a cola con otro farnesil pirofosfato para formar un compuesto de 30 carbonos llamado escualeno por escualeno sintasa. A través de varios pasos biosintéticos más, el escualeno se transforma en lanosterol, un precursor directo del colesterol. En particular, los esteroles controlan la expresión de FPPS a través de dos factores reguladores cis (una caja CAAT invertida y SRE-3) en el promotor de FPPS proximal. En las plantas, la porfirina y los carotenoides constituyen pigmentos accesorios que ayudan a capturar la luz en los fotosistemas. La ubiquinona es un portador de electrones clave en la cadena de transporte de electrones de la respiración celular. Los isoprenoides son un gran grupo de compuestos que sirven como precursores biosintéticos de lípidos y hormonas.
El pirofosfato de farnesilo y geranilo también sirve como precursores de proteínas preniladas. La prerilación es un tipo común de modificación postraduccional covalente en motivos CaaX C-terminales que permite que las proteínas se localicen en membranas o se unan entre sí. Un ejemplo notable de lo primero es la farnesilación de pequeñas proteínas G que incluyen Ras, CDC42, Rho y Rac. La unión de una cadena alifática hidrófoba como las presentes en los grupos farnesilo o geranilgeranilo permite que las proteínas G pequeñas se unan de las membranas y lleven a cabo funciones efectoras.

## Objetivos farmacéuticos
El FPPS es el objetivo de los medicamentos bifosfonatos como Fosamax (alendronato) y Actonel (risedronato). Los medicamentos con bisfosfonato se recetan comúnmente para las enfermedades óseas, incluida la enfermedad de Paget, las metástasis osteolíticas y la osteoporosis posmenopáusica. Los bisfosfonatos ayudan a mantener el tejido óseo en pacientes osteoporóticos y a reducir los niveles de calcio en sangre en pacientes hipercalcémicos al inhibir la FPPS en los osteoclastos que reabsorben los huesos. Un complejo ternario FPPS-IPP-risndronato demostró que el risndronato se une al complejo trinuclear Mg + 2 e interactúa con la bolsa hidrofóbica de una manera similar a DMAPP.